# Картошкин, Аркадий Николаевич
Аркадий Николаевич Картошкин (1925—1945) — гвардии младший сержант Рабоче-крестьянской Красной Армии, участник Великой Отечественной войны, Герой Советского Союза (1945).

## Биография
Аркадий Картошкин родился 16 декабря 1925 года в деревне Отъезжее (ныне — Барятинский район Калужской области). В 1940 году он окончил семь классов школы, после чего работал пастухом. В начале Великой Отечественной войны оказался в оккупации, был угнан на работу в Германию, но по дороге сбежал. После освобождения советскими частями его родины уехал в Челябинскую область, окончил там школу фабрично-заводского ученичества, после чего работал экскаваторщиком. В апреле 1943 года Картошкин был призван на службу в Рабоче-крестьянскую Красную Армию. С августа того же года — на фронтах Великой Отечественной войны. Участвовал в освобождении Украинской и Белорусской ССР, Прибалтики, Польши. Два раза был ранен. К апрелю 1945 года гвардии младший сержант Аркадий Картошкин командовал пулемётным расчётом 37-го гвардейского стрелкового полка 12-й гвардейской стрелковой дивизии 61-й армии 1-го Белорусского фронта. Отличился во время форсирования Одера.
17 апреля 1945 года Картошкин со своим расчётом одним из первых переправился через Одер в районе населённого пункта Нойглитцен в 13 километрах к северу от Врицена и принял активное участие в боях за захват и удержание плацдарма на его западном берегу. При его непосредственном участии было отражено 6 контратак противника. Картошкин уничтожил несколько огневых точек, 2 пулемёта, более 20 немецких солдат и офицеров. В тех боях он погиб. Похоронен в городе Хойна Западно-Поморского воеводства Польши.
Указом Президиума Верховного Совета СССР от 31 мая 1945 года за «мужество, отвагу и героизм, проявленные в борьбе с немецкими захватчиками» гвардии младший сержант Аркадий Картошкин посмертно был удостоен высокого звания Героя Советского Союза.
Был также награждён орденами Красной Звезды и Славы 3-й степени, медалью.